# Marquess (Adelstitel)

Rangkrone eines Marquess

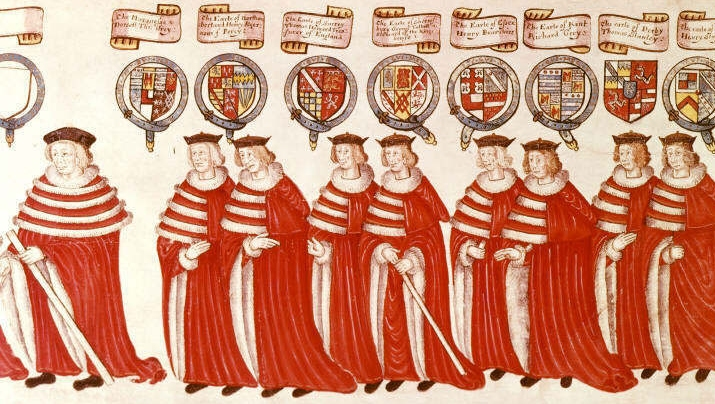
Die königliche Prozession zum Parlament in Westminster, 4. Februar 1512; links zwei Marquesses, gefolgt von sieben Earls, im Rang unterscheidbar am Hermelinbesatz ihrer Mäntel.

Marquess ist ein britischer Adelstitel, der dem deutschen Markgrafen entspricht. Markgrafen außerhalb der britischen Inseln bezeichnet man im Englischen als „Marquis“ oder „Margrave“.
Der Titel ist der zweithöchste Adelsrang innerhalb der Peerage und rangiert nach dem Duke und vor dem Earl.
Bis ins 14. Jahrhundert existierte auf den britischen Inseln kein vergleichbarer Adelstitel, auch wenn Lords in den walisischen und schottischen Grenzmarken gelegentlich auch als Marchio bezeichnet wurden. Erstmals wurde am 1. Dezember 1385 von König Richard II. für seinen Favoriten Robert de Vere, 9. Earl of Oxford der Titel Marquess of Dublin geschaffen. Der Titel war ihm nur auf Lebenszeit verliehen, und bereits am 13. Oktober 1386 wurde der Titel eingezogen und ihm stattdessen der eines Duke of Ireland verliehen. Am 29. September 1397 schuf Richard II. zwei weitere Marquesstitel, nämlich die des Marquess of Dorset und des Marquess of Somerset, beide an seinen Vetter John Beaufort, 1. Earl of Somerset. Nachdem Richard II. von Heinrich IV. gestürzt worden war, erkannte dieser Beaufort die Marquesstitel am 6. Oktober 1399 wieder ab. Zwar beantragte das House of Commons 1402 die Wiederherstellung der Titel, doch Beaufort selbst widersprach, dass der Begriff des Marquess im Königreich England fremd sei. Der Titel wurde erst 1442 wieder verwendet, als Heinrich VI. Edmund Beaufort, 1. Earl of Dorset zum Marquess of Dorset erhob. Die Marquesswürde hatte fortan ihren Platz in der Peerage of England. 1488 wurde die erste Marquesswürde in der Peerage of Scotland (Marquess of Ormond), 1642 die erste in der Peerage of Ireland (Marquess of Ormonde) geschaffen. Auch in der Peerage of Great Britain und der Peerage of the United Kingdom wurden nach deren Errichtung Marquesstitel verliehen.
Die bislang einzigen Frauen, denen aus eigenem Recht ein Marquesstitel verliehen wurde, waren 1532 Anne Boleyn als Marchioness of Pembroke und 1716 Melusine von der Schulenburg als Marchioness of Dungannon. Marquesstitel sind grundsätzlich ausschließlich in männlicher Nachkommenlinie erblich. Die bislang einzige Ausnahme hiervon war der Titel Marquess Grey, der mit dem besonderen Zusatz verliehen wurde, dass er 1740 ausnahmsweise auch an die Enkelin des 1. Marquess, Jemima Yorke, als 2. Marchioness Grey, und deren männliche Nachkommen vererbbar sei.
Insgesamt wurden in der Geschichte der britischen Inseln 135 Marquesstitel geschaffen, davon 33 in der Peerage of England, 23 in der Peerage of Scotland, 24 in der Peerage of Ireland, 22 in der Peerage of Great Britain und 33 in der Peerage of the United Kingdom. Die bislang letzte Verleihung eines Marquesstitels war die des Marquess of Willingdon 1936 (erloschen 1979).
Insgesamt existieren heute noch 55 Verleihungen, davon sechs in der Peerage of England, 13 in der Peerage of Scotland, zehn in der Peerage of Ireland, acht in der Peerage of Great Britain und 18 in der Peerage of the United Kingdom. Der älteste noch existierende Marquesstitel ist der des Marquess of Winchester (Peerage of England, 1585), der jüngste ist der des Marquess of Reading (Peerage of the United Kingdom, 1926).
Der Marquesstitel ist heute eine reine Standesauszeichnung ohne jegliche Beziehung auf territoriale Gewalt. Der Marquess wird mit dem Zusatz „The Most Honourable“ angeschrieben (styled) und wird als „My Lord Marquess“ angesprochen (adressed). Die Rangkrone eines Marquess besteht aus einem goldenen Stirnreif mit vier Zinken mit goldenen Erdbeerblättern und vier Zinken mit großen silbernen Perlen im Wechsel, alle verbunden und von gleicher Höhe. Die Mütze und das Futter sind, wenn sie getragen werden, die gleichen wie bei den anderen Peers. Der Parlamentsmantel ist scharlachrot und hat einen dreieinhalbfachen Hermelinbesatz.